# セサール・ソト
セサール・ソト（Cesar Soto、1971年9月17日 - ）は、メキシコの男性プロボクサー。ドゥランゴ州シウダー・レルド出身。元WBC世界フェザー級王者。

## 来歴
1986年3月1日、プロデビュー。
1989年10月15日、後のWBC世界バンタム級王者ビクトル・ラバナレス（ メキシコ）と対戦し、0-3の判定負け。
1990年11月19日、ビクトル・ラバナレスと再戦し、またしても0-3の判定負け。
1991年9月12日、WBO世界バンタム級王者デューク・マッケンジー（ イングランド）に挑戦し、0-3の判定負けで王座獲得ならず。
1992年10月23日、WBCアメリカ大陸スーパーバンタム級王者レイ・マイナス（ バハマ）に挑戦し、7回KO勝ちで王座を獲得した。
1992年11月27日、メキシコスーパーバンタム級王座を獲得。同王座は2度の防衛に成功した。
1993年7月9日、メキシコフェザー級王座決定戦でホセ・ルイス・カスティージョ（ メキシコ）と対戦し、2回TKO勝ちで王座を獲得。同王座は2度の防衛に成功した。
1994年8月6日、WBC世界フェザー級王座挑戦者決定戦でアレハンドロ・ゴンザレス（ メキシコ）と対戦し、1-2の判定負け。
1996年7月6日、WBC世界フェザー級王者ルイシト・エスピノサ（ フィリピン）に挑戦し、0-3の判定負けで王座獲得ならず。
1999年5月15日、ルイシト・エスピノサに2年10か月ぶりに再挑戦し、3-0の判定勝ちで世界王座を獲得した。
1999年10月22日、WBO世界フェザー級王者ナジーム・ハメド（ イングランド）と王座統一戦で対戦し、0-3の判定負けで初防衛に失敗した。
2000年6月24日、WBC世界スーパーバンタム級王座挑戦者決定戦でオスカー・ラリオス（ メキシコ）と対戦し、0-3の判定負け。
2001年6月30日、ジョニー・タピア（ アメリカ合衆国）と対戦し、3回TKO負け。

## 獲得タイトル
- 第28代WBC世界フェザー級王座（防衛0度）